# Stadtkirche Mylau

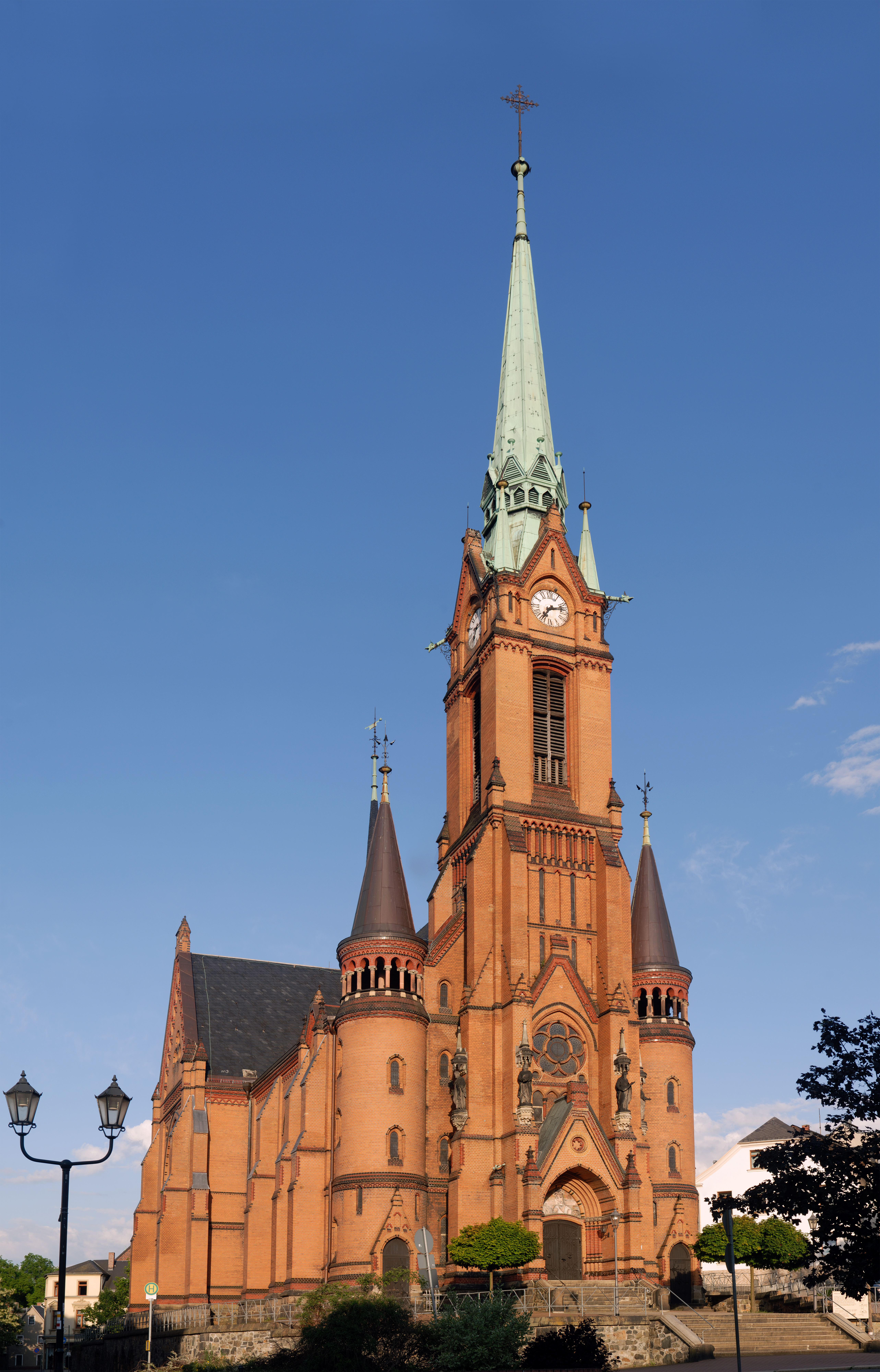
Stadtkirche Mylau

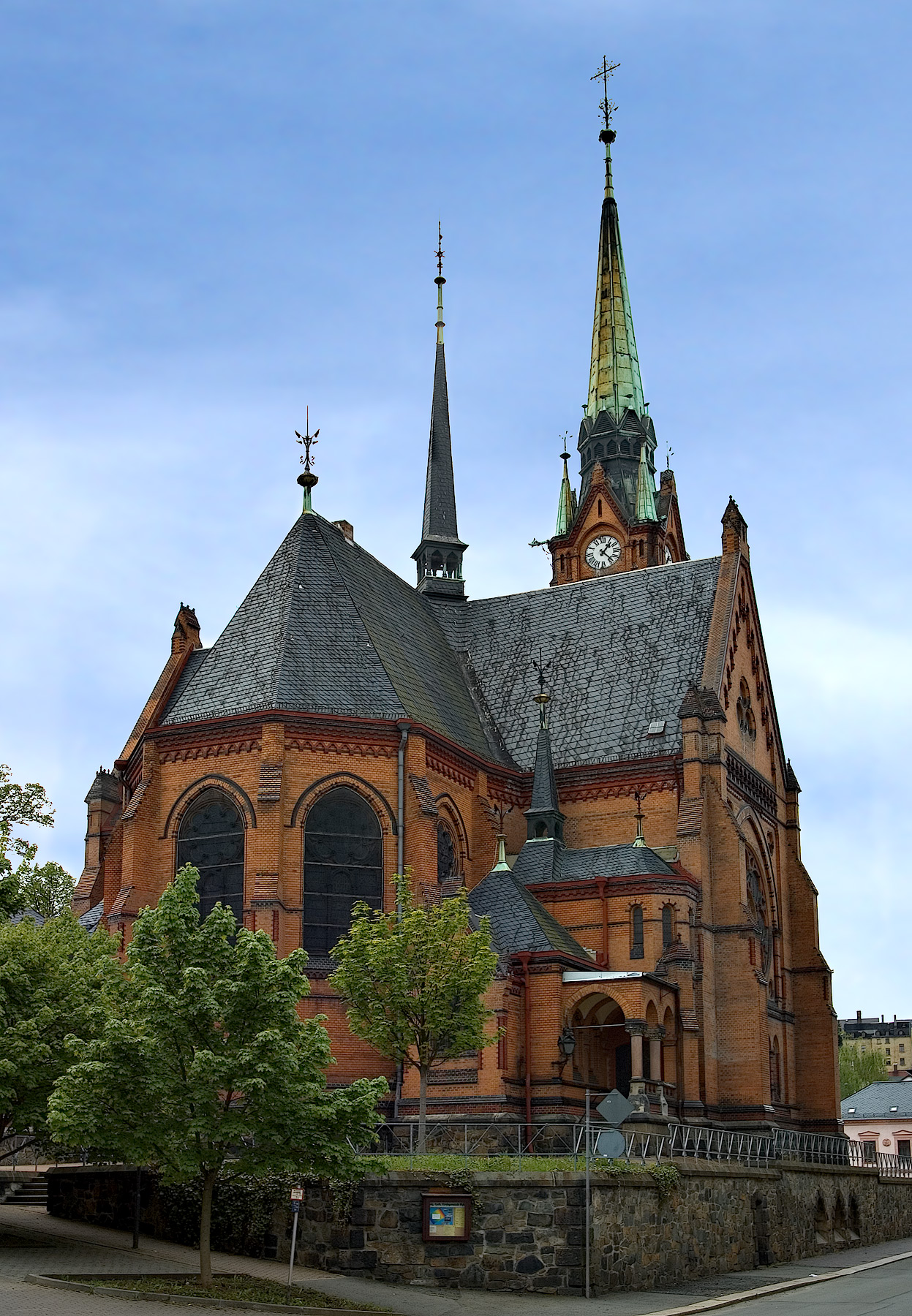
Choransicht

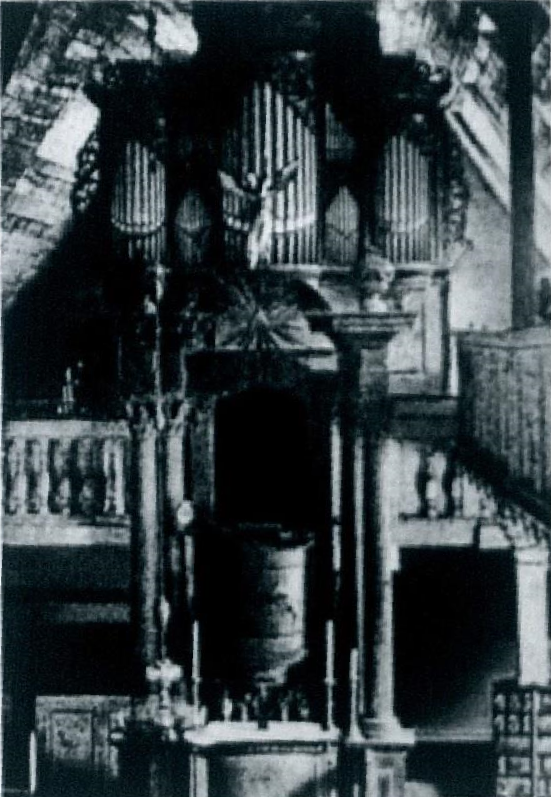
Historische Ansicht der Silbermannorgel mit dem ursprünglichen Gehäuse

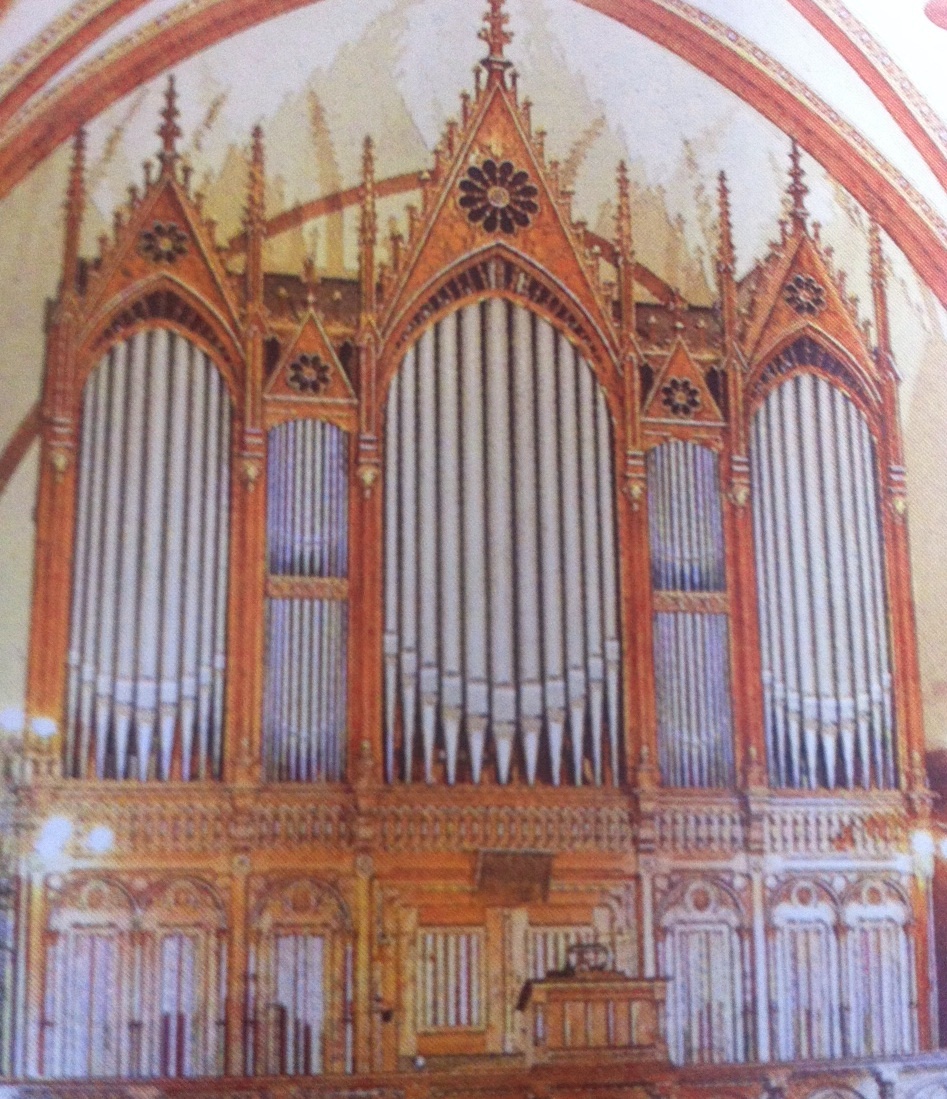
Neugotischer Prospekt

Die evangelische Stadtkirche Mylau ist eine stattliche neugotische Hallenkirche im Ortsteil Mylau von Reichenbach im Vogtlandkreis in Sachsen. Sie gehört zur Kirchengemeinde Mylau im Kirchenbezirk Plauen der Evangelisch-Lutherischen Landeskirche Sachsens und ist für ihre Orgel von Gottfried Silbermann bekannt, die allerdings später ein neugotisches Gehäuse erhielt.

## Geschichte und Architektur
Die neugotische Kirche mit ungewöhnlich hohem Turm wurde in den Jahren 1887–90 an Stelle eines Vorgängerbaus vermutlich aus dem 13. Jahrhundert errichtet. Der erste Entwurf von Gotthilf Ludwig Möckel stammt aus dem Jahr 1884 und wurde 1886 durch Julius Zeißig aus Leipzig überarbeitet und erweitert. Die Steinmetz- und Bildhauerarbeiten wurden durch Hermann Hasenohr aus Dresden ausgeführt. Restaurierungen erfolgten in den Jahren 1933 und 1986–89 im Innern.
Der aufwändig gestaltete rote Backsteinbau über kreuzförmigem Grundriss endet in einem Chor mit Fünfachtelschluss, der von Sakristei und Treppenhaus flankiert wird. Der schlanke Turm auf quadratischem Grundriss mit Spitzhelm ist leicht in das Schiff eingestellt und wird von zwei runden Treppentürmen flankiert. Über dem Portal sind Figuren der Evangelisten aus dem Jahr 1894 von Heinrich Weinhold angebracht.
Im Innern zeigt die dreischiffige Hallenkirche eine ausgeschiedene Vierung und einen Triumphbogen zum Chor und ist mit netzartigen Rippengewölben über dem weit gespannten Mittelschiff abgeschlossen. Die schmaleren Seitenschiffe und Querschiffarme sind mit hölzernen Emporen versehen. Die in Schablonenmalerei ausgeführten Wand- und Gewölbeverzierungen mit Vergoldungen wurden von Max Schmidt aus Hamburg ausgeführt und in den Jahren 1986–89 restauriert. Die starkfarbigen Glasmalereien wurden von Schneider und Schmölz aus Köln im Jahr 1890 geliefert. Sie zeigen im Chor Christi Geburt, Kreuzigung und Christi Himmelfahrt, seitlich sind Rosetten mit Luther und Melanchthon angeordnet. In den großen Rosetten des Querschiffs sind die Apostel Petrus und Paulus dargestellt, in den Seitenschiffen die Evangelistensymbole.

## Ausstattung
Die einheitliche neugotische Ausstattung aus der Erbauungszeit ist erhalten. Eine Gedenktafel für Pfarrer Julius Leonhard Heubner (1843–77) ist mit einem Porträt des Verstorbenen im architektonischen Rahmen ausgestattet und wurde durch Hermann Hasenohr nach einem Entwurf von A. Weissbach aus Mylau ausgeführt.

## Orgel
Die Orgel ist ein Werk von Gottfried Silbermann mit 21 Registern auf zwei Manualen und Pedal und wurde am 2. Dezember 1731 geweiht. Im Jahre 1743 führte Silbermann bereits eine erste Reparatur durch. Beim Neubau der Kirche 1887 wurde die Orgel aus dem Vorgängerbau übernommen, erhielt jedoch einen neugotischen Prospekt von Carl Eduard Schubert. Dabei wurde eine Reihe von Pfeifen für den neuen Prospekt mit Überlängen neu hergestellt. Im Jahr 1896 wurde die Vox humana 8′ gegen ein Salicional 8′ ausgetauscht. 
Im Jahr 1911 ersetzte Alfred Schmeisser die Quintadena 8′ des Hauptwerks durch eine Gambe 8′ und entfernte die Sifflöte 1′. Im Jahr 1932 wurde eine Aeoline 8′ eingebaut. Im Jahr 1989 wurden die Register Quintadena 8′ und Sifflöte 1′ durch die Gebrüder Jehmlich rekonstruiert und anstelle von Gambe und Aeoline eingebaut. Salicional 8′ blieb dabei erhalten; somit wurde der Zustand von 1896 wiederhergestellt. Die Orgel verfügt damit über etwa zwei Drittel der Originalpfeifen von 1731. Die heutige Disposition lautet:
| I Hauptwerk CD–c3 |         |                           |
| Principal         | 8′      |                           |
| Rohrflöte         | 8′      |                           |
| Quintadena        | 8′      |                           |
| Octave            | 4′      |                           |
| Spitzflöte        | 4′      |                           |
| Quinte            | 3′      |                           |
| Octava            | 2′      |                           |
| Cornet III        | (ab c1) |                           |
| Mixtur IV         |         |                           |
| Salicional        | 8′      | (ursprünglich Vox humana) |

| II Oberwerk CD–c3 |        |  |
| Gedackt           | 8′     |  |
| Rohrflaute        | 4′     |  |
| Nassat            | 3′     |  |
| Octave            | 2′     |  |
| Terz              | 1 3⁄5′ |  |
| Quinte            | 1 ⁄2′  |  |
| Sifflöte          | 1′     |  |
| Cimbel            | II     |  |

| Pedal CD–c1 |     |  |
| Subbaß      | 16′ |  |
| Octavbaß    | 8′  |  |
| Posaune     | 16′ |  |

Nebenregister
- Tremulant
- Manualkoppel
- Pedalkoppel
- Calcantenzug

Anmerkungen
- Tonhöhe: gegenwärtig a1 = 466 Hz
- Stimmung: gegenwärtig gleichstufig.
- Winddruck: 79 mmWS

## Geläut
Das Geläut besteht aus vier Bronzeglocken, der Glockenstuhl ist aus Stahl. die Glockenjoche aus Stahlguss.
Im Folgenden eine Datenübersicht des Geläutes:
| Nr. | Gussdatum | Gießer                         | Material | Durchmesser | Masse   | Schlagton |
| --- | --------- | ------------------------------ | -------- | ----------- | ------- | --------- |
| 1   | 1931      | Glockengießerei S.F. Schilling | Bronze   | 1680 mm     | 2860 kg | b°        |
| 2   | 1890      | Glockengießerei C.A. Bierling  | Bronze   | 1380 mm     | 1414 kg | d′        |
| 3   | 1919      | Glockengießerei S.F. Schilling | Bronze   | 1158 mm     | 800 kg  | f′        |
| 3   | 1990      | Glockengießerei Metz           | Bronze   | 1010 mm     | 665 kg  | g′        |